# Chronologie der Venusmissionen
Diese Liste führt chronologisch geordnet alle Raumsonden auf, die mit dem Ziel gestartet wurden, den Planeten Venus zu erreichen. Dabei werden auch die Raumsonden genannt, die ihr Ziel wegen Fehlfunktionen oder anderer Gründe nicht erreicht haben; Sonden mit reinen Fehlstarts sind eingeklammert. Einige von der Sowjetunion gestartete und fehlgeschlagene Venusmissionen wurden (im Falle des Erreichens der Erdumlaufbahn) als Satelliten bezeichnet und erhielten Sputnik- oder Kosmos-Decknamen. Die Sonden, die nicht einmal die Erdumlaufbahn erreichten, erhielten überhaupt keine offizielle Bezeichnung. Sie tragen daher von internationalen Experten vergebene Bezeichnungen wie z. B. Zond 1964A.

## Chronologie
Der Grad der Erfolge ist in den folgenden Farben markiert:
| Misserfolg | Teilerfolg | erfolgreich | planmäßig laufend |

| Inhaltsverzeichnis: 1960er · 1970er · 1980er · 2000er · 2010er · 2020er · geplant |                          |                 |                    |                               | |
| Nr.                                                                               | Mission (bzw. Fehlstart) | Bild            | Startdatum (UTC)   | Organisation (Land)           | Ergebnisse |
|                                                                                   |                          |                 |                    |                               | |
| 1960er: 61 – 62 – 64 – 65 – 67 – 69                                               |                          |                 |                    |                               | |
| 1.                                                                                | (Sputnik 7)              |                 | 4. Februar 1961    | Sowjetunion                   | Geplanter harter Aufschlag auf der Venus. Erreichte wegen Versagens der vierten Stufe der Molnija-Trägerrakete nur die Erdumlaufbahn. |
| 2.                                                                                | Venera 1                 |                 | 12. Februar 1961   | Sowjetunion                   | Geplanter harter Aufschlag auf der Venus. Der Kontakt brach bereits nach sieben Tagen am 19. Februar in rund zwei Millionen Kilometern Entfernung zur Erde ab. Die Sonde flog am 20. Mai 1961 in 100.000 km Entfernung an der Venus vorbei.                                                                      |
|                                                                                   |                          |                 |                    |                               | |
| 3.                                                                                | (Mariner 1)              | Mariner 1       | 22. Juli 1962      | NASA (USA)                    | Geplanter Vorbeiflug an der Venus. Erreichte wegen Versagens der Atlas-Agena Trägerrakete die Erdumlaufbahn nicht. |
| 4.                                                                                | (Sputnik 19)             |                 | 25. August 1962    | Sowjetunion                   | Geplante Landung. Erreichte wegen Versagens der vierten Stufe der Molnija-Trägerrakete nur die Erdumlaufbahn. |
| 5.                                                                                | Mariner 2                | Mariner 2       | 27. August 1962    | NASA (USA)                    | Flog am 14. Dezember 1962 in 34.000 km Entfernung an der Venus vorbei. Lieferte erste Messdaten von der Venus, die u. a. zeigten, dass Venus kein Planet mit warmem und feuchtem Klima ist. |
| 6.                                                                                | (Sputnik 20)             |                 | 1. September 1962  | Sowjetunion                   | Geplante Landung. Erreichte wegen Versagens der vierten Stufe der Molnija-Trägerrakete nur die Erdumlaufbahn. |
| 7.                                                                                | (Sputnik 21)             |                 | 12. September 1962 | Sowjetunion                   | Geplanter Vorbeiflug. Erreichte wegen Versagens der vierten Stufe der Molnija-Trägerrakete nur die Erdumlaufbahn. |
|                                                                                   |                          |                 |                    |                               | |
| 8.                                                                                | (Zond 1964A)             |                 | 19. Februar 1964   | Sowjetunion                   | Geplanter Ingenieurtest der Raumsonde, kein Flug Richtung Venus. Erreichte wegen Versagens der Molnija-Trägerrakete die Erdumlaufbahn nicht. |
| 9.                                                                                | (Kosmos 27)              |                 | 27. März 1964      | Sowjetunion                   | Geplante Landung. Erreichte wegen Versagens der vierten Stufe der Molnija-Trägerrakete nur die Erdumlaufbahn. |
| 10.                                                                               | Zond 1                   |                 | 2. April 1964      | Sowjetunion                   | Geplante Landung auf der Venus. Der Funkkontakt zur Sonde brach bereits am 14. Mai 1964 ab. Die Sonde flog am 14. Juli 1964 in 100.000 km Entfernung an der Venus vorbei. |
|                                                                                   |                          |                 |                    |                               | |
| 11.                                                                               | Venera 2                 |                 | 12. November 1965  | Sowjetunion                   | Geplanter Vorbeiflug. Der Kontakt zur Sonde brach kurz vor dem Vorbeiflug ab. Die Sonde flog am 27. Februar 1966 in 24.000 km Entfernung an der Venus vorbei. |
| 12.                                                                               | Venera 3                 |                 | 16. November 1965  | Sowjetunion                   | Geplante Landung. Der Kontakt zur Sonde brach vor der Landung ab. Der Lander flog jedoch am 1. März 1966 auf die Venusoberfläche und schlug wahrscheinlich hart auf. |
| 13.                                                                               | (Kosmos 96)              |                 | 23. November 1965  | Sowjetunion                   | Geplante Landung. Erreichte wegen Versagens der vierten Stufe der Molnija-Trägerrakete nur die Erdumlaufbahn. |
|                                                                                   |                          |                 |                    |                               | |
| 14.                                                                               | Venera 4                 |                 | 12. Juni 1967      | Sowjetunion                   | Erfolgreicher Lander, tauchte am 18. Oktober 1967 in die Venus-Atmosphäre ein. Lander übertrug 96 Minuten lang bis in 24,96 km Höhe Daten über die Atmosphäre, erreichte den Boden jedoch nicht mehr intakt. |
| 15.                                                                               | Mariner 5                | Mariner 5       | 14. Juni 1967      | NASA (USA)                    | Erfolgreicher Vorbeiflug am 19. Oktober 1967 in einem Abstand von 3.990 km. |
| 16.                                                                               | (Kosmos 167)             |                 | 17. Juni 1967      | Sowjetunion                   | Geplanter Lander. Erreichte wegen Versagens der vierten Stufe der Molnija-Trägerrakete nur die Erdumlaufbahn. |
|                                                                                   |                          |                 |                    |                               | |
| 17.                                                                               | Venera 5                 |                 | 5. Januar 1969     | Sowjetunion                   | Erfolgreicher Lander, tauchte am 16. Mai 1969 in die Venus-Atmosphäre ein. Lander übertrug 53 Minuten lang Daten über die Atmosphäre, erreichte den Boden jedoch nicht mehr intakt. |
| 18.                                                                               | Venera 6                 |                 | 10. Januar 1969    | Sowjetunion                   | Erfolgreicher Lander, tauchte am 17. Mai 1969 in die Venus-Atmosphäre ein. Lander übertrug 51 Minuten lang Daten über die Atmosphäre, erreichte den Boden jedoch nicht mehr intakt. |
|                                                                                   |                          |                 |                    |                               | |
| 1970er: 70 – 72 – 73 – 75 – 78                                                    |                          |                 |                    |                               | |
| 19.                                                                               | Venera 7                 | Venera 7        | 17. August 1970    | Sowjetunion                   | Erfolgreicher Lander, tauchte am 15. Dezember 1970 in die Venus-Atmosphäre ein. Lander übertrug 35 Minuten lang Daten über die Atmosphäre, nach der Landung wurden 23 Minuten lang Daten von der Oberfläche übertragen.                                                                                          |
| 20.                                                                               | Kosmos 359               |                 | 22. August 1970    | Sowjetunion                   | Geplanter Lander. Erreichte wegen Versagens der vierten Stufe der Molnija-Trägerrakete nur die Erdumlaufbahn. |
|                                                                                   |                          |                 |                    |                               | |
| 21.                                                                               | Venera 8                 |                 | 27. März 1972      | Sowjetunion                   | Erfolgreicher Lander, tauchte am 22. Juli 1972 in die Venus-Atmosphäre ein und landete wenig später intakt auf der Oberfläche. Lander übertrug 50 Minuten lang Daten, wobei allerdings nur 11 Sekunden Daten von der Oberfläche gesendet wurden.                                                                 |
| 22.                                                                               | Kosmos 482               |                 | 31. März 1972      | Sowjetunion                   | Geplanter Lander. Erreichte wegen Versagens der vierten Stufe der Molnija-Trägerrakete nur die Erdumlaufbahn. |
|                                                                                   |                          |                 |                    |                               | |
| 23.                                                                               | Mariner 10               | Mariner 10      | 4. November 1973   | NASA (USA)                    | Merkursonde, Vorbeiflug an der Venus am 5. Februar 1974 in 5.800 km Entfernung. Lieferte etwa 4.000 Aufnahmen der Venus. |
|                                                                                   |                          |                 |                    |                               | |
| 24.                                                                               | Venera 9                 |                 | 8. Juni 1975       | Sowjetunion                   | Erfolgreiche Orbiter und Lander, Lander landete am 20. Oktober 1975 und übermittelte 53 Minuten lang Daten und erstmals einige Bilder der Oberfläche zur Erde. |
| 25.                                                                               | Venera 10                | Venera 10       | 14. Juni 1975      | Sowjetunion                   | Erfolgreiche Orbiter und Lander, Lander landete am 25. Oktober 1975 und übermittelte 63 Minuten lang Daten und Bilder der Oberfläche zur Erde. |
|                                                                                   |                          |                 |                    |                               | |
| 26.                                                                               | Pioneer-Venus 1          | Pioneer-Venus 1 | 20. Mai 1978       | NASA (USA)                    | Erfolgreicher Venus-Orbiter, Eintritt in die Venusumlaufbahn am 4. Dezember 1978. Bis Mai 1992 in Betrieb. |
| 27.                                                                               | Pioneer-Venus 2          | Pioneer-Venus 2 | 8. August 1978     | NASA (USA)                    | Erfolgreiche Atmosphärensonden, Eintritt in die Venus-Atmosphäre am 9. Dezember 1978. Die Sonden übermittelten während des Abstiegs Daten über die Atmosphäre, zudem überstand eine der vier Sonden unerwartet die Landung und lieferte 67 Minuten lang Daten von der Oberfläche.                                |
| 28.                                                                               | Venera 11                |                 | 9. September 1978  | Sowjetunion                   | Erfolgreicher Vorbeiflug und Lander; dieser landete am 25. Dezember 1978 und übermittelte 95 Minuten lang Daten von der Venusoberfläche. |
| 29.                                                                               | Venera 12                |                 | 14. September 1978 | Sowjetunion                   | Erfolgreicher Vorbeiflug und Lander, Lander landete am 21. Dezember 1978 und übermittelte 110 Minuten lang Daten von der Venusoberfläche. |
|                                                                                   |                          |                 |                    |                               | |
| 1980er: 81 – 83 – 84 – 89                                                         |                          |                 |                    |                               | |
| 30.                                                                               | Venera 13                |                 | 30. Oktober 1981   | Sowjetunion                   | Erfolgreicher Vorbeiflug und Lander, Lander landete am 1. März 1982 und übermittelte 107 Minuten lang Daten von der Venusoberfläche. |
| 31.                                                                               | Venera 14                |                 | 4. November 1981   | Sowjetunion                   | Erfolgreicher Vorbeiflug und Lander, Lander landete am 3. März 1982 und übermittelte 57 Minuten lang Daten von der Venusoberfläche. |
|                                                                                   |                          |                 |                    |                               | |
| 32.                                                                               | Venera 15                |                 | 2. Juni 1983       | Sowjetunion                   | Erfolgreicher Orbiter, erreichte am 10. Oktober 1983 die Venusumlaufbahn und war bis weit ins Jahr 1984 in Betrieb. Kartographierte zusammen mit Venera 16 etwa 30 % der Venusoberfläche mit einem Radar. |
| 33.                                                                               | Venera 16                |                 | 7. Juni 1983       | Sowjetunion                   | Erfolgreicher Orbiter, erreichte am 14. Oktober 1983 die Venusumlaufbahn und war bis 12. Juli 1984 in Betrieb. Kartographierte zusammen mit Venera 15 etwa 30 % der Venusoberfläche mit einem Radar. |
|                                                                                   |                          |                 |                    |                               | |
| 34.                                                                               | Vega 1                   | Vega 1          | 15. Dezember 1984  | Sowjetunion                   | Vorbeiflug, Lander und Ballon zur Erforschung der Atmosphäre. Landung am 11. Juni 1985, Lander übermittelte 56 Minuten lang Daten von der Oberfläche. Ballon 46,5 Stunden aktiv in der Atmosphäre. Vorbeiflugstufe flog weiter zum Halleyschen Kometen.                                                          |
| 35.                                                                               | Vega 2                   |                 | 21. Dezember 1984  | Sowjetunion                   | Vorbeiflug, Lander und Ballon zur Erforschung der Atmosphäre. Landung am 14. Juni 1985, Lander übermittelte 57 Minuten lang Daten von der Oberfläche. Ballon 60 Stunden aktiv in der Atmosphäre. Vorbeiflugstufe flog weiter zum Halleyschen Kometen.                                                            |
|                                                                                   |                          |                 |                    |                               | |
| 36.                                                                               | Magellan                 | Magellan        | 4. Mai 1989        | NASA (USA)                    | Erfolgreicher Orbiter, erreichte am 10. August 1990 die Venusumlaufbahn, kartographierte 98 % der Venusoberfläche mit einem Radar. Verglühte am 12. Oktober 1994 in der Venus-Atmosphäre. |
| 37.                                                                               | Galileo                  | Galileo         | 18. Oktober 1989   | NASA (USA)                    | Jupiter-Sonde, ein Venus-Vorbeiflug am 10. Februar 1990 in 16.000 km Entfernung, lieferte 81 Aufnahmen der Venus. |
|                                                                                   |                          |                 |                    |                               | |
| 2000er: 04 – 05                                                                   |                          |                 |                    |                               | |
| 38.                                                                               | Messenger                | MESSENGER       | 3. August 2004     | NASA (USA)                    | Merkur-Orbiter, zwei Venus-Vorbeiflüge: erster am 24. Oktober 2006, zweiter am 5. Juni 2007 |
|                                                                                   |                          |                 |                    |                               | |
| 39.                                                                               | Venus Express            | Venus Express   | 9. November 2005   | ESA (Europa)                  | Venus-Orbiter, erreichte am 11. April 2006 die Venusumlaufbahn und lieferte bis Ende 2014 Daten. Danach ist die Sonde in der Venusatmosphäre verglüht. |
|                                                                                   |                          |                 |                    |                               | |
| 2010er: 10 – 18                                                                   |                          |                 |                    |                               | |
| 40.                                                                               | Akatsuki                 |                 | 20. Mai 2010       | JAXA (Japan)                  | Venus-Orbiter, Eintritt in den Orbit am 8. Dezember 2010 gescheitert. Ein zweiter Versuch am 6. Dezember 2015 war erfolgreich. |
|                                                                                   |                          |                 |                    |                               | |
| 41.                                                                               | BepiColombo              | BepiColombo     | 20. Oktober 2018   | ESA (Europa) und JAXA (Japan) | Merkur-Orbiter, während des Fluges zum Merkur zwei Swing-bys (15. Oktober 2020 und 10. August 2021) an der Venus. Dabei wurden einige Instrumente getestet und Atmosphäre und Ionosphäre untersucht. |
|                                                                                   |                          |                 |                    |                               | |
| 2020er: 20                                                                        |                          |                 |                    |                               | |
| 42.                                                                               | Solar Orbiter            |                 | 10. Februar 2020   | ESA (Europa)                  | Sonnensonde, die acht Swing-bys an der Venus durchführen wird, um die Bahnneigung zu erhöhen. Dabei werden auch die Blitzaktivität des Planeten sowie Magnetfelder und Plasmaparameter in Venusnähe untersucht.                                                                                                  |
|                                                                                   |                          |                 |                    |                               | |
| Geplant                                                                           |                          |                 |                    |                               | |
|                                                                                   | Venus Life Finder        | Rocket Lab      | 2026               | Rocket Lab und MIT (USA)      | Vorbeiflug und Aussetzen einer Atmosphärensonde, die nach Anzeichen von Leben suchen soll; erste private Venusmission |
|                                                                                   | MBR Explorer             |                 | 2028               | MBRSC (VAE)                   | Die Raumsonde soll im Jahr 2028 auf dem Weg zum Asteroidengürtel einmal an der Venus vorbeifliegen und diese erkunden. |
|                                                                                   | Shukrayaan-1             | VOM             | 2028               | ISRO (Indien)                 | Venusorbiter; Untersuchung von Atmosphäre, Ionosphäre, Oberflächengeologie, Magnetfeld und interplanetarem Staub |
|                                                                                   | DAVINCI                  | DAVINCI         | 2028–2030          | NASA (USA)                    | DAVINCI (Deep Atmosphere Venus Investigation of Noble gases, Chemistry, and Imaging) ist eine Raumsonde die aus einem Orbiter und einer Atmosphärensonde besteht. Letztere soll bei ihrem Abstieg die Zusammensetzung der Venusatmosphäre untersuchen und Bilder der Landezone anfertigen.                       |
|                                                                                   | EnVision                 | EnVision        | 2031–2033          | ESA (Europa)                  | Ein Venusorbiter, der die Atmosphäre und ihre Spurengase, die Oberfläche und ihre Zusammensetzung, sowie Anzeichen von aktivem Vulkanismus untersuchen soll. |
|                                                                                   |                          |                 |                    |                               | |
| Konzepte                                                                          |                          |                 |                    |                               | |
|                                                                                   | VERITAS                  | VERITAS         | nicht vor 2031     | NASA (USA)                    | VERITAS (Venus Emissivity, Radio Science, InSAR, Topography, and Spectroscopy) ist ein Orbiter zur hochauflösenden Kartierung der Venusoberfläche, der im Rahmen des Discovery-Programms ausgewählt wurde. Die Mission soll neben der Kartierung via Radar auch die Infrarotemissionen der Oberfläche vermessen. |
|                                                                                   | Venera-D                 |                 | frühestens 2031    | Roskosmos (Russland)          | Venusorbiter und -lander |

## Zusammenfassung
Von 1961 bis Ende 2010 wurden 36 Raumsonden gestartet, deren Hauptaufgabe die Erforschung der Venus war: 28 sowjetische, sechs amerikanische, eine europäische und eine japanische. Von den abgeschlossenen Missionen waren 20 erfolgreich (15 sowjetische und fünf amerikanische); zudem hat die europäische Raumsonde die Venus erreicht und acht Jahre lang erforscht. Die japanische Sonde scheiterte zuerst, erreichte aber im Dezember 2015 einen höheren als ursprünglich geplanten Venusorbit. Außerdem flogen bisher zwei amerikanische Raumsonden an der Venus vorbei, deren primäres Ziel ein anderer Planet war, die aber auch Aufnahmen der Venus lieferten (Galileo und Messenger.)
Einige der in den 1960er Jahren gestarteten Sonden erreichten nicht einmal die Erdumlaufbahn, doch war dies auf die damals mangelnde Zuverlässigkeit der Trägerraketen zurückzuführen. Auch war die Erfolgsbilanz der sowjetischen Venussonden im Vergleich zu den Marssonden ungleich besser (seit 1975 sind alle sowjetischen Venusmissionen geglückt), was zum Teil auf einfachere Landebedingungen in der dichten Atmosphäre der Venus zurückzuführen ist.